# Ordine Imperiale dell'Aquila Messicana

L'Ordine Imperiale dell'Aquila Messicana fu un ordine cavalleresco imperiale messicano.

## Storia
L'Ordine venne fondato il 1º gennaio 1865 dall'Imperatore Massimiliano I del Messico per ricompensare quanti si fossero dimostrati fedeli e valenti nei confronti della nazione messicana.
L'Ordine ebbe però breve durata in quanto nel 1867 il governo monarchico imperiale decadde e l'Ordine cessò di esistere. L'Ordine venne ripreso nell'ambito repubblicano con la fondazione dell'Ordine dell'Aquila azteca.

## Organizzazione
L'Ordine si componeva delle seguenti classi di benemerenza:
- Collare (riservato ai capi di Stato stranieri)
- Cavaliere di Gran croce (limitato a 30 membri)
- Grand'Ufficiale (limitato a 100 membri)
- Commendatore (limitato a 200 membri)
- Cavaliere (limitato a 500 membri)

## Insegne

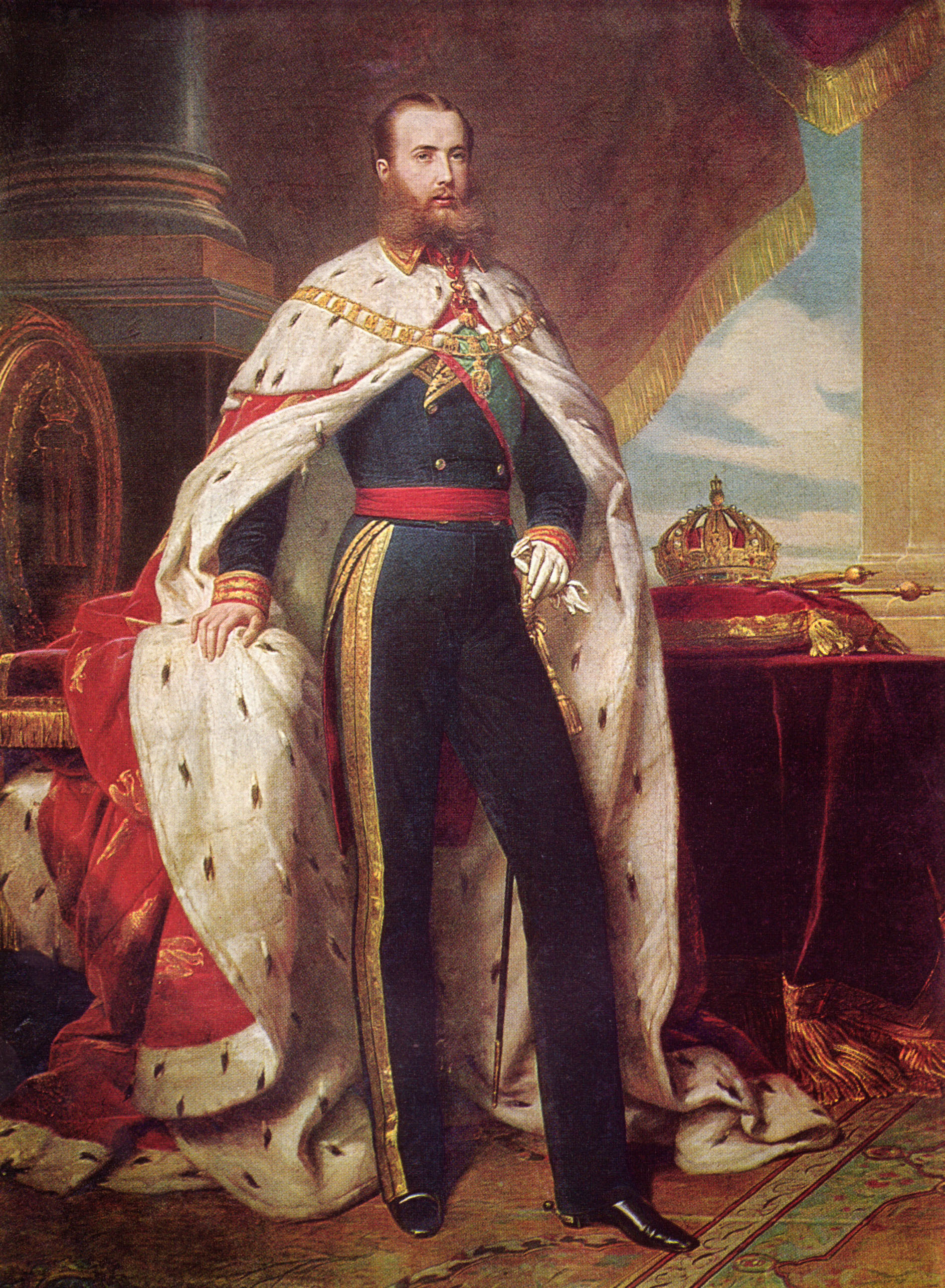
L'imperatore Massimiliano I del Messico ritratto da Albert Graefle con le insegne dell'Ordine dell'Aquila Messicana

La medaglia dell'Ordine era composta da un'aquila d'oro con in bocca un serpente smaltato di nero, stante il tutto su una pianta di cactus a smalti (simbolo del Messico). L'aquila tiene tra le zampe gli scettri imperiali incrociati a croce di Sant'Andrea sul petto ed è sormontata dalla corona imperiale messicana in oro e smalti.
Il nastro era verde con una striscia rossa per parte.

Gran Collare di Cavaliere dell'Ordine
Collare ordinario dell'Ordine

## Insigniti notabili
- François Achille Bazaine